# Narzisstische Persönlichkeitsstörung
Die narzisstische Persönlichkeitsstörung (NPS) zeichnet sich durch einen Mangel an Empathie, Überschätzung der eigenen Wichtigkeit und gesteigertes Verlangen nach Anerkennung aus. Typisch ist, dass die betroffenen Personen übermäßig stark damit beschäftigt sind, anderen zu imponieren und um Bewunderung für sich zu werben, aber selbst nur wenig zwischenmenschliches Einfühlungsvermögen besitzen und nur wenig emotionale Wärme an andere Menschen zurückgeben.
Narzisstische Persönlichkeiten weisen deutliche Probleme bei der Anpassung an ihre Lebensumstände und an ihr Lebensumfeld und in der autonomen Regulierung des Selbstwertgefühls auf. Solche Anpassungsschwierigkeiten können sich in vielfältiger Weise äußern und in verschiedenen Erscheinungsformen der NPS auftreten. Der übermäßige Geltungsdrang kann entweder selbstsicher in Szene gesetzt oder schüchtern verborgen werden. Dementsprechend können Betroffene arrogant auftreten oder sich bescheiden geben.
Pathologischer Narzissmus kann sich sowohl durch Prahlen und Hochstapelei äußern wie auch durch unersättliche Ansprüche und Erwartungen. Menschen mit einer NPS neigen dazu, Personen in ihrem unmittelbaren Umfeld emotional zu missbrauchen (besonders Sexualpartner und Kinder), um dadurch den eigenen Selbstwert (ihr „Ego“) auf Kosten anderer zu erhöhen. Andere Formen der narzisstischen Persönlichkeitsstörung sind durch ein instabiles, rasch wechselndes Selbstwertgefühl gekennzeichnet, das im Extrem zwischen Grandiosität und schamvoller Zerknirschung pendeln kann. Vorkommen kann auch eine im Inneren chronisch schwelende Wut, die schon bei geringem Anlass explodieren kann (vor allem bei Kritik oder subjektiv empfundener Kränkung).
In der 10. Revision des Klassifikationssystems der Weltgesundheitsorganisation (ICD-10) wird die narzisstische Persönlichkeitsstörung nur in einer Restkategorie aufgeführt (F60.8. Sonstige spezifische Persönlichkeitsstörungen). In dem überarbeiteten Klassifikationssystem der 11. Revision (ICD-11) werden Persönlichkeitsstörungen nach ihrem Schweregrad und nicht mehr nach ihrem spezifischen Störungsbild klassifiziert. Im DSM-5 der American Psychiatric Association ist sie dagegen als selbständiges Störungsbild enthalten und gehört dort zum Cluster B, der die „launisch, dramatisch, emotionalen“ Persönlichkeitsstörungen umfasst. In jedem Fall muss sie von normalem Narzissmus als tatsächlicher oder zugeschriebener Charaktereigenschaft abgegrenzt werden.

## Begriffsgeschichte
In die Vorgeschichte der Begriffsbildung gehört der Terminus „Doxomanie“, mit dem frühchristliche Theologen die Sünde des Hochmuts und der Ruhmsucht bezeichneten.
Sigmund Freud prägte 1894 den Begriff der narzisstischen Neurosen (sinngemäß: Psychosen), die er von den – mit der psychoanalytischen Technik behandelbaren – Aktualneurosen unterschied. In der modernen Psychiatrie wird dieser Terminus nicht mehr verwendet. Das Symptombild der narzisstischen Persönlichkeitsstörung bezeichnete Freud, ebenso wie viele seiner Zeitgenossen, als „Größenwahn“ – ein Terminus, der in den aktuellen psychiatrischen Kategoriensystemen ebenfalls nicht mehr vorkommt.

### Normaler vs. pathologischer Narzissmus
Zu den ersten Autoren, die explizit zwischen einem „normalen“ und einem pathologischen Narzissmus unterschieden, zählt im frühen 20. Jahrhundert der Psychoanalytiker Isidor Sadger. Dass Narzissmus zur ganz normalen menschlichen Entwicklung gehört, wurde wenig später von Otto Rank herausgearbeitet. Sigmund Freud räumte 1914 zwar ein, dass Narzissmus auf eine Pathologie hinweisen könne, konzipierte ihn – wie Rank – aber eher als einen Prozess der normalen Entwicklung denn als ein Krankheitsbild. Sein Schüler Karl Abraham dagegen sah beim Narzissmus eine Pathologie, sobald Neid ins Spiel komme, als durchaus gegeben an.
In Großbritannien hatte der Psychoanalytiker Ernest Jones bereits 1913 von einem „Gottkomplex“ geschrieben, einer Pathologie, die sich durch Abgehobenheit, Selbstbewunderung, Exhibitionismus und Omnipotenz- und Allwissenheitsfantasien auszeichne. Wie vor ihm bereits Otto Rank, nahm auch Jones an, dass dieses Verhalten als Versuch eines sich bedroht fühlenden Individuums zu erklären sei, sich selbst zu schützen. Noch weiter ging später Annie Reich, die Narzissmus für eine pathologische Form der Regulierung des Selbstwertgefühls hielt, bei der Selbstüberhöhung und Aggression benutzt werden, um das Konzept zu schützen, das man sich vom Selbst gemacht hat.
Otto Kernberg, der sich als „Brückenbauer“ zwischen Psychiatrie und Psychoanalyse versteht, sprach 2020 in einem Interview beim Deutschlandfunk Kultur im Zusammenhang mit dem pathologischen von einem „bösartigen Narzissmus“. Das knapp 75 Minuten lange Interview wird als Podcast zur Verfügung gestellt.

### Narzisstischer Charakter
Das Konzept einer narzisstischen Persönlichkeit bzw. eines narzisstischen Charakters hat 1925 erstmals der Psychoanalytiker Robert Waelder beschrieben. Freud folgte ihm 1931 und beschrieb nun ebenfalls einen „narzisstischen Charaktertypus“ mit einem dynamischen Zusammenhang zwischen Narzissmus und Aggressivität in Reaktion auf Kritik, Kränkung oder fehlende Beachtung. Wilhelm Reich nahm diese Anregung auf und beschrieb 1933 seinerseits einen „phallisch-narzisstischen Charakter“, den er vor allem bei Männern und mit einer ganzen Bandbreite von Auffälligkeiten beobachtet hatte; eingehend stellte er darüber hinaus die von Freud nur allgemein erwähnte Dynamik von Narzissmus und Aggressivität dar.
Karen Horney unterschied 1939 drei Subtypen von narzisstischen Charakteren (aggressiv-expansiv, perfektionistisch, arrogant-rachsüchtig) und nahm eine genaue Unterscheidung zwischen gesundem Selbstbewusstsein und pathologischem Narzissmus vor, wobei Narzissten sich insbesondere da selbst lieben, bewundern und wertschätzen, wo gar nichts liebenswert sei. Anders als Freud hielt Horney Narzissten für unfähig zur Liebe, einschließlich der Liebe zum tatsächlichen Selbst; konsequenter als Freud ging sie davon aus, dass die narzisstische Grandiosität eher auf Defensive als auf authentischer Selbstliebe basiere. Donald Winnicott folgte ihr 1965 und charakterisierte Narzissten als Personen, die sich schützend mit einem grandiosen falschen Selbst identifizieren. Als Ursache für diese Reaktion hatte Annie Reich bereits 1960 die Unfähigkeit des Narzissten bestimmt, sein Selbstwertgefühl autonom zu regulieren, und zwar aufgrund wiederholter traumatischer Erfahrungen, die in ihm ein hartnäckiges Grundgefühl von Schwäche und Machtlosigkeit erzeugt habe. Reichs Beitrag zum narzisstischen Charakter ist auch darum wichtig, weil sie als erste die ständigen Schwankungen beschrieben hat, denen das narzisstische Selbstbewusstsein unterworfen ist; Narzissten können Ambivalenz, Mittelmäßigkeit und Misserfolg schwer aushalten und sehen sich darum entweder als perfekt oder als komplett gescheitert an.

### Psychische Störung
Der erste Autor, der im Narzissmus nicht nur ein Persönlichkeitsmerkmal, sondern explizit eine psychische Störung und damit eine Krankheit sah, war der von Freud beeinflusste US-amerikanische Psychiater John C. Nemiah. In seinen Foundations of Psychopathology (1961) sprach er von einer „narzisstischen Charakterstörung“. Erich Fromm schlug 1964 das Konzept eines bösartigen Narzissmus (engl. malignant narcissism) vor, dessen Symptombild narzisstische, antisoziale und sadistische Züge vereinigt; die zeitgenössische Psychiatrie hat vielfach darauf Bezug genommen, in der Diagnostik hat sich dieses Konzept jedoch nicht durchgesetzt.
Nemiahs Anregung einer „narzisstischen Charakterstörung“ folgte der in Wien gebürtige amerikanische Psychoanalytiker Otto F. Kernberg, der 1967 den Begriff der „narzisstischen Persönlichkeitsstruktur“ vorschlug und in verschiedenen Publikationen eine umfassende Beschreibung der Symptome lieferte. Der ebenfalls aus Wien stammende amerikanische Psychoanalytiker Heinz Kohut führte 1968 schließlich den Begriff der „narzisstischen Persönlichkeitsstörung“ ein, der auch diesem Artikel zugrunde liegt.
Kohuts und Kernbergs Konzeptionen unterscheiden sich nicht in der Beschreibung (Diagnose), wohl aber in der Erklärung der Ursachen (Ätiologie) voneinander:
Kernberg verstand den pathologischen Narzissmus als die Folge einer Erziehung durch empathielose, emotional eigennützige Eltern, die dem Kind mit Ablehnung und Kälte begegnen und ihm ihre Aufmerksamkeit nur dann schenken, wenn dies ihren eigenen Bedürfnissen entspricht. Kompensatorisch entwickelt das Kind ein grandioses Selbstkonzept. Dieses dient ihm als der Rückzugsort, an dem es die Bewunderung, die ihm von den Eltern nicht geschenkt wird, wenigstens in seiner Phantasie imaginieren kann. Daneben bleibt jedoch das negative Selbstbild bestehen, das das abgelehnte Kind von sich selbst hat; dieses wird abgespalten und hinterlässt einerseits ein Gefühl von Scham und Leere, andererseits einen unstillbaren Hunger nach Bewunderung und Aufregung.
Im Unterschied zu Kernberg begriff Kohut die narzisstische Persönlichkeitsstörung als eine fehlgeschlagene Wendung innerhalb einer normalen Entwicklung. Während der Narzissmus im Normalfall eine Art Motor dafür ist, über die frühkindliche Identifikation mit den idealisierten Eltern einen realistischen Ehrgeiz auf der Basis realistischer Zielsetzungen entstehen zu lassen, bleibt dieser Prozess im pathologischen Fall unvollendet, da hier das Kind die ablehnenden Eltern nicht ausreichend idealisiert und infolgedessen bestimmte Fähigkeiten der Selbstregulierung nicht erlangt; stattdessen bleibt es darauf angewiesen, für die alltägliche Aufrechterhaltung seines Selbstbewusstseins andere Personen in Dienst zu nehmen, die ihm ergeben sind und empathische Aufmerksamkeit entgegenbringen.
Kernberg und Kohut legten ihre Veröffentlichungen in einer Zeit vor, in der sich ein verstärktes Interesse am pathologischen Narzissmus bemerkbar machte; sie fanden daher international große Beachtung. Obwohl sie hinsichtlich der Ätiologie und der Therapie eine abweichende Auffassung vertraten, stimmten sie in der Diagnose überein. Gemeinsam schufen sie die Grundlage für eine Konzeption der narzisstischen Persönlichkeitsstörung, die über die Psychoanalyse hinaus weite Verbreitung fand und 1980 in das einflussreiche Klassifikationssystem der American Psychiatric Association (DSM-III) Eingang fand.

### Differenzierung in Subtypen
Die Charakterisierung der narzisstischen Persönlichkeitsstörung in DSM-III und DSM-IV erregte bald die Kritik von Forschern, die darauf hinwiesen, dass die Beschreibungen dort lediglich die auffälligste Form dieser Störung berücksichtigte: einen grandiosen, unbeirrten, eigenwilligen, exhibitionistischen, dickhäutigen und phallischen Narzissmus. Eine andere, zweite Form von pathologischem Narzissmus – gekennzeichnet durch Verletzlichkeit, Überempfindlichkeit, Verschlossenheit und Dünnhäutigkeit – könne dagegen mit dem gegebenen Instrumentarium nicht diagnostiziert werden und falle daher durchs Raster.
Gemeinsam sind beiden Typen, deren Vorkommen auch empirisch nachgewiesen wurde, eine außerordentlich hohe Selbstzentriertheit und unrealistisch grandiose Ansprüche an die eigene Person.
In der jüngsten Fassung ihres Klassifikationssystems (DSM-5, 2013) hat die American Psychiatric Association ihre Definition der narzisstischen Persönlichkeitsstörung so umformuliert, dass damit nun auch verdeckte narzisstische Persönlichkeitsstörungen diagnostiziert werden können.

## Diagnose

### ICD-10
Die narzisstische Persönlichkeitsstörung wird im ICD-10 nur unter der Rubrik Sonstige spezifische Persönlichkeitsstörungen (F 60.8) aufgeführt. Dort wird sie nicht weiter charakterisiert, obwohl sie in der Praxis als Persönlichkeitsdiagnose häufig gebraucht wird.
Vorläufige Forschungskriterien sind zwar in Anhang 1 im grünen Band der ICD-10 enthalten, sie entsprechen jedoch fast wörtlich dem entsprechenden offiziellen Kriterientext der DSM-5 (siehe unten). Das ICD-10 betont besonders, dass die allgemeinen Kriterien für eine Persönlichkeitsstörung (F60) erfüllt sein müssen.

### DSM-5
Im aktuellen Klassifikationssystem der American Psychiatric Association (DSM-5) wird die Narzisstischen Persönlichkeitsstörung als ein tiefgreifendes Muster von Großartigkeit (in Fantasie oder Verhalten), dem Bedürfnis nach Bewunderung und Mangel an Einfühlungsvermögen beschrieben. Der Beginn liegt im frühen Erwachsenenalter und die Störung zeigt sich in verschiedenen Situationen. Der im DSM-5 geführte Code 301.81 kennzeichnet dabei den früheren ICD-9 Code der Narzisstischen Persönlichkeitsstörung. So verfügt das DSM, im Gegensatz zum ICD, per se über keine eigenständigen Diagnoseschlüssel. 
Mindestens fünf der folgenden Kriterien müssen erfüllt sein:
1. Hat ein grandioses Gefühl der eigenen Wichtigkeit (z. B. übertreibt die eigenen Leistungen und Talente; erwartet, ohne entsprechende Leistungen als überlegen anerkannt zu werden).
2. Ist stark eingenommen von Fantasien grenzenlosen Erfolgs, Macht, Glanz, Schönheit oder idealer Liebe.
3. Glaubt von sich, „besonders“ und einzigartig zu sein und nur von anderen besonderen oder angesehenen Personen (oder Institutionen) verstanden zu werden oder nur mit diesen verkehren zu können.
4. Verlangt nach übermäßiger Bewunderung.
5. Legt ein Anspruchsdenken an den Tag (d. h. übertriebene Erwartungen an eine besonders bevorzugte Behandlung oder automatisches Eingehen auf die eigenen Erwartungen).
6. Ist in zwischenmenschlichen Beziehungen ausbeuterisch (d. h. zieht Nutzen aus anderen, um die eigenen Ziele zu erreichen).
7. Zeigt einen Mangel an Empathie: Ist nicht willens, die Gefühle und Bedürfnisse anderer zu erkennen oder sich mit ihnen zu identifizieren.
8. Ist häufig neidisch auf andere oder glaubt, andere seien neidisch auf ihn/sie.
9. Zeigt arrogante, überhebliche Verhaltensweisen oder Haltungen.

### Alternativmodell
Im Alternativmodell des DSM-5 ist die NPS charakterisiert durch Schwierigkeiten in der Identität, Selbststeuerung, Empathie und Nähe, zusammen mit spezifischen maladaptiven Persönlichkeitsmerkmalen in der Domäne Antagonismus. Es müssen Bedingungen A und B erfüllt sein.
A. Mittelgradige oder stärkere Beeinträchtigung im Funktionsniveau der Persönlichkeit, die sich durch typische Schwierigkeiten in mindestens zwei der folgenden Bereiche manifestiert:
1. Identität: Übermäßiger Vergleich mit anderen zur Selbstdefinition und Selbstwertregulation; übertriebene Selbstüber- oder -unterschätzung oder schwankend zwischen den Extremen; die Emotionsregulation hängt stark von Fluktuationen im Selbstwertgefühl ab.
2. Selbststeuerung: Die persönliche Zielsetzung orientiert sich am Erlangen von Anerkennung durch andere; die persönlichen Maßstäbe sind unangemessen hoch, um sich als außergewöhnlich erleben zu können, oder zu niedrig aus einer überzogenen Anspruchshaltung heraus; die Person ist sich oftmals eigener Motivationen nicht bewusst.
3. Empathie: Eingeschränkte Fähigkeit, die Gefühle und Bedürfnisse anderer Personen zu erkennen oder sich mit ihnen zu identifizieren; übertriebene Ausrichtung auf die Reaktionen anderer, jedoch nur, wenn diese als wichtig für die eigene Person betrachtet werden.
4. Nähe: Zwischenmenschliche Beziehungen sind weitgehend oberflächlich und dienen der Selbstwertregulation; die Gegenseitigkeit ist eingeschränkt durch geringes echtes Interesse an den Erfahrungen anderer und durch das vorherrschende Bedürfnis nach persönlichem Gewinn.

B. Vorliegen der beiden folgenden Persönlichkeitsmerkmale:
1. Grandiosität (eine Facette der Domäne Antagonismus): Anspruchshaltung, entweder offenkundig oder verborgen; Selbstbezogenheit; starkes Festhalten an der Überzeugung, besser zu sein als andere; herablassende Haltung gegenüber anderen.
2. Suche nach Aufmerksamkeit (eine Facette der Domäne Antagonismus): Übermäßiges Bestreben, aufzufallen und im Zentrum der Aufmerksamkeit anderer zu stehen; Verlangen nach Bewunderung.

### Kritik
Von Rainer Sachse stammt der Einwand, dass die Diagnosekriterien im DSM sich meist nur auf erfolgreiche Narzissten bezögen, daher könne man sich nicht an dessen Kriterien orientieren. Sachse differenziert die Betroffenen in erfolgreiche, gescheiterte und erfolglose Narzissten. Diese Typen sieht er jedoch spezifisch für die westliche Kultur, da sie wesentlich auf Unterschieden mit dem stark mit ihr verwobenen Leistungsverhalten beruht.

## Die Symptome im Einzelnen

### Mangel an Empathie und Feinfühligkeit
Eines der auffälligsten Symptome der Störung, durch das Narzissten bei anderen immer wieder anecken, ist mangelndes Einfühlungsvermögen. Empirische Studien dazu fanden, dass bei Narzissten die kognitiven Aspekte der Empathie weitgehend intakt waren, wohl aber die emotionalen Aspekte der Empathie erhebliche Beeinträchtigungen zeigten. Im Alltag heißt das, dass sie Gefühle und Bedürfnisse anderer Menschen zwar wahrnehmen können, aber sie nicht emotional nachempfinden können und zur Kenntnis nehmen wollen; ebenso fehlt ihnen die Bereitschaft, darauf einzugehen oder darauf Rücksicht zu nehmen. Sie hören persönlichen Botschaften anderer nicht zu, beachten, verstehen und unterstützen sie nicht. Das Verhalten anderer Menschen und ihre Äußerungen werden darum häufig drastisch fehlinterpretiert; oft steckt dahinter der Wunsch, sich nicht den Glauben zerstören zu lassen, dass man gemocht und respektiert wird (obwohl man dem anderen eventuell eine ganze Geschichte von Rücksichtslosigkeit zugemutet hat).
Narzissten können lernen, einfühlsame Reaktionen vorzutäuschen und haben dann solche Gesten für den Fall, dass sie Nutzen daraus ziehen können, abrufbereit. Es bleibt jedoch bei bloßen Gesten; Versprechen auf Verständnis und Rücksichtnahme werden nicht eingelöst, empathische Reaktionen münden nicht in konsequent durchgeführten rücksichtsvollen Handlungen; sobald der Narzisst sich frustriert oder gedemütigt fühlt („Narzisstische Kränkung“), fällt die Maske gänzlich.
Narzissten weisen – besonders in puncto Verletzlichkeit, Traurigkeit, Empathie und Mitleid, aber auch bei Glück und Freude – eine geringe Gefühlstiefe auf, was in seltenen Extremfällen bis zur Alexithymie gehen kann.

### Übertreibungen, Lügen, Täuschung und Selbsttäuschung
Viele Narzissten sind, etwa im Berufsleben, tatsächlich häufig Overachiever und rechtfertigen damit ihre hohe Selbsteinschätzung. Im Allgemeinen neigen Narzissten jedoch dazu, ihre Begabungen, ihre persönlichen Leistungen und ihre Beiträge zu Gemeinschaftsarbeiten größer darzustellen, als sie tatsächlich sind. Gelegentlich geben sie Leistungen anderer als ihre eigenen aus. Sie suchen persönliche Nähe zu „V.I.P.s“ und Menschen mit hohem Sozialstatus und stellen solche Bekanntschaften als enger und intimer dar als sie in Wirklichkeit sind. Einige Fachautoren, häufiger aber noch die Sexualpartner und Familienangehörigen von Narzissten, berichten von gewohnheitsmäßigem Lügen. Selbsttäuschung, wie auch Täuschung und Manipulation der Umgebung und Gaslighting, gehören zu den Mitteln, mit denen viele Narzissten ihr Selbstkonzept stützen.

### Umgang mit Kritik und Zurückweisung
Auf Kritik, Niederlagen, Zurückweisung, Beschämung oder Demütigung reagieren Narzissten weitaus intensiver als andere Menschen. Eine populäre Annahme ist, dass sich hinter der positiven bewussten Meinung von Narzissten über sich selbst in Wirklichkeit unbewusst ein geringes Selbstwertgefühl verbirgt. Diese Annahme lässt sich in der Regel auf psychodynamische Theorien zurückführen, insbesondere von Kohut. Jedoch sprechen neuere empirische Untersuchungen, die sowohl bewusste (explizite) als auch unbewusste (implizite) Maße für den Selbstwert verwendet haben, dafür, dass Narzissten eine positive Meinung über sich haben in Bereichen der persönlichen Befähigung (wie Status und Intelligenz) und nur eine neutrale Sicht in Bereichen der Gemeinschaftlichkeit (wie Freundlichkeit und Moral). Die Reaktion auf Kritik besteht meist in einer scharfen Attacke gegen die Person, von der der Narzisst sich in Frage gestellt sieht, seltener in Depression und Rückzug. Ihr Berechtigungsdenken und ihr mangelndes Einfühlungsvermögen prädestiniert Narzissten für Missverständnisse und zwischenmenschliche Konflikte, die sehr schnell eskalieren und in Wutanfälle münden können. Die Depression andererseits enthält starke Momente von narzisstischer Entrüstung und dem Gefühl, gedemütigt worden zu sein.

### Ausbeutung, Manipulation und Missbrauch
Viele Narzissten verüben emotionalen Missbrauch an Personen in ihrem engsten Umfeld, besonders an ihren Sexualpartnern und Kindern. Beschrieben hat dieses Phänomen erstmals Sándor Ferenczi, später folgten ihm Karen Horney, Alice Miller und Heinz Kohut. Im Mittelpunkt dieses Missbrauchs steht die narzisstische Bestätigung (englisch narcissistic supply, narcissistic feed), ein Terminus, den Otto Fenichel bereits 1938 geprägt hatte, um die Bewunderung und Unterstützung zu bezeichnen, von der Narzissten emotional zehren und die sie von ihrer Umgebung einholen. Die Opfer, die diese narzisstische Bestätigung sicherstellen sollen, werden nach ihrer vermuteten Tauglichkeit ausgewählt, umworben und gepflegt (englisch love bombing), bis sie Bestätigung zu liefern beginnen, manipuliert, damit sie diese aufrechterhalten (englisch breadcrumbing), und fallengelassen, sobald sie die Versorgung einstellen. Die Betroffenen, die manchmal als Co-Narzissten charakterisiert werden, können erheblichen seelischen Schaden nehmen und werden weitaus häufiger in der Psychotherapie vorstellig als die Narzissten selbst. Im deutsch- und mehr noch im englischsprachigen Web existieren Selbsthilfeforen, die sich speziell mit diesem Problem beschäftigen.
Eine verbreitete narzisstische Praxis ist die Manipulation von Dritten, die in Stellvertreterfunktion den Missbrauch an einer Zielperson ausführen. Für die dritte Person wurde der Begriff „fliegender Affe“ (englisch flying monkey) geprägt, der auf das Kinderbuch Der Zauberer von Oz zurückgeht. Die Mehrheit der ausgenutzten Dritten sind sich ihrer tatsächlichen Rolle für den Narzissten nicht bewusst und glauben, es sei richtig, die narzisstische Person zu unterstützen.

## Differenzialdiagnose und Abgrenzung
Die narzisstische Persönlichkeitsstörung kann mit folgenden psychischen Störungen verwechselt werden:
- Histrionische Persönlichkeitsstörung, ebenfalls mit einem starken Wunsch nach Beachtung, jedoch auf Wichtigkeit, Bestätigung sowie Solidarität und Verlässlichkeit, nicht auf Bewunderung zielend[59]
- Antisoziale Persönlichkeitsstörung, ebenfalls mit Empathiedefiziten und gewohnheitsmäßigem Lügen,[60] jedoch ohne den Wunsch, bewundert zu werden
- Zwanghafte Persönlichkeitsstörung oder Zwangsstörung, ebenfalls mit Perfektionismus und übertrieben hohen Ansprüchen ans Selbst, aber ohne den Glauben, Perfektion bereits erreicht zu haben
- Schizotypische Persönlichkeitsstörung, paranoide Persönlichkeitsstörung, gleichfalls mit Misstrauen und sozialem Rückzug, aber aufgrund paranoider Ideen, nicht aus Angst davor, dass Schwächen und Fehler der eigenen Person entlarvt werden könnten
- Bipolare Störung, Hypomanie, ebenfalls mit Grandiosität, dort aber nur in bestimmten Phasen
- Persönlichkeitsveränderungen als direkte Folge allgemein medizinischer Bedingungen, etwa eines Schädel-Hirn-Traumas. Eine Studie aus dem Jahre 2000 hat aufgewiesen, dass die narzisstische Persönlichkeitsstörung (nach der vermeidenden und der Borderline-Persönlichkeitsstörung) unter den post-hirntraumatischen Persönlichkeitsstörungen zu den häufigsten zählt. Die Fallzahlen sind aber insgesamt sehr gering.[61]

## Begleitprobleme (Komorbiditäten)
Personen mit einer narzisstischen Persönlichkeitsstörung leiden häufig auch an Depressionen oder an Essstörungen wie Anorexia nervosa und neigen zum Drogenmissbrauch, insbesondere zum Missbrauch von Kokain. Andere Persönlichkeitsstörungen, die oft gleichzeitig mit der narzisstischen Persönlichkeit diagnostiziert werden, sind die paranoide, die dissoziale, die Borderline- und die histrionische Persönlichkeitsstörung.
Die narzisstische Persönlichkeitsstörung ist leicht mit der Borderline-Persönlichkeitsstörung (BPS) zu verwechseln, mit der sie in 25–37 % der Fälle in Komorbidität, d. h. gemeinsam, auftritt.
NPS, die als verletzlicher Narzissmus auftritt, wird deshalb leicht mit BPS verwechselt, weil mit beiden ein labiles Selbstwertgefühl, konflikthafte zwischenmenschliche Bindungen und Verlassenheitsängste einhergehen. Beide Störungen können mit irrationaler Scham einhergehen. Während Narzissten ihrem Gegenüber konstant wenig Empathie entgegenbringen, weisen Menschen mit BPS jedoch ein zyklisches Verhalten auf, bei dem Perioden von exzessiver Anteilnahme mit Perioden von Enttäuschung und Rückzug alternieren. Während Narzissten von anderen in den Illusionen bestärkt werden wollen, die sie über sich selbst haben, verlangt es Menschen mit BPS vor allem nach jemandem, der sie vor dem Verlassensein „errettet“.
In ihrer grandiosen Form, und besonders bei Männern, kann NPS daneben deshalb mit BPS verwechselt werden, weil letztere auch eine tyrannische Form kennt, bei der nahestehende Personen aggressiv für die eigenen Probleme verantwortlich gemacht werden. Bei beiden Störungen schwelt im Inneren eine ungeheure Wut, die ohne Vorankündigung explodieren kann.
Bei beiden Störungen fehlt die Fähigkeit, sich selbst zu beobachten und sich eine realistische Vorstellung davon zu machen, wie das eigene Verhalten bei anderen ankommt. Die Einstellung gegenüber wichtigen Bezugspersonen schwankt bei beiden unvermittelt zwischen Idealisierung und Abwertung. Eher als Narzissten neigen Personen mit BPS jedoch zu starken Emotionen (Zuneigung, Traurigkeit, Angst), zu klammerndem sowie zu selbstschädigendem Verhalten und zu Suizidversuchen. Eher als Personen mit BPS neigen Narzissten dazu, andere Menschen zu manipulieren, auszunutzen und fallenzulassen, wenn sie keinen Nutzen mehr von ihnen haben. NPS wird eher bei Männern, BPS eher bei Frauen diagnostiziert.

## Formen und Dimensionen
Nachdem die narzisstische Persönlichkeitsstörung 1980 ins Klassifikationssystem DSM-III Aufnahme fand, gelangten viele Psychiater zu der Auffassung, dass die dort genannten Diagnosekriterien zu eng gefasst seien und dass es Varianten gebe, die der Störung ebenfalls zugerechnet werden müssen. Einige Autoren versuchten zunächst, Typologien herauszuarbeiten, darunter Theodore Millon und Roger D. Davis, die 1996 gleich fünf Formen der Störung unterschieden, nämlich einen charakterlosen, einen amourösen, einen kompensatorischen, einen elitären und einen fanatischen Narzissmus.
Solche Typologien sind heute obsolet; in jüngerer Zeit ist an ihre Stelle die Einsicht getreten, dass die narzisstische Persönlichkeitsstörung ein vieldimensionales Phänomen ist, dessen Dimensionen für die Forschung inzwischen auch operationalisiert (d. h. in Messskalen umgewandelt) worden sind. Beschrieben wurden bisher folgende Dimensionen der Störung:

### Offener und verdeckter Narzissmus
Bereits 1938 unterschied Henry Murray, Psychologe an der Harvard University, zwischen offenem (engl. overt) und verdecktem (covert) Narzissmus; die jüngere Forschung hat diese Unterscheidung erneut aufgegriffen. Beim offenen Narzissmus – dem klassischen, arroganten Narzissmus – wird die hohe Selbsteinschätzung ganz unverhohlen zur Schau gestellt. Offene Narzissten treten selbstbewusst auf, sind extravertiert, charmant und liefern, wenn sie meinen, sich dadurch Ruhm erwerben zu können, hohe Leistungen. In Arbeitsgruppen und in Liebesbeziehungen erwecken sie anfangs oft hohe Wertschätzung, werden bei näherem Kennenlernen dann aber als kalt, arrogant, angeberisch, dominierend und feindselig empfunden.
Verdeckte Narzissten dagegen haben gelernt, ihre Impulse zu großspurigem Auftreten zu unterdrücken und den Bewunderungstribut (engl. „feed“), auf den sie emotional angewiesen sind, auf stillere und eher indirekte Weise einzufordern. Verdeckte Narzissten geben sich bescheiden, freundlich, großzügig und altruistisch, sind aber ebenfalls ganz und gar von dem Verlangen angetrieben, sich selbst stets ins bestmögliche Licht zu rücken. Viele verdeckte Narzissten haben eine ausgeprägte Opfermentalität und sind überzeugt, dass ihre (eingebildeten oder tatsächlich vorhandenen) Talente und Fähigkeiten unterschätzt und nicht genug gewürdigt werden. Häufig nehmen sie ihre Kinder oder andere Familienmitglieder für die Selbstdarstellung in Dienst. Obwohl ihre Empathie und ihr Interesse an anderen Menschen ebenso gering ist wie die offener Narzissten, engagieren viele verdeckte Narzissten sich – oft in führender Position – in karitativen oder religiösen Gemeinschaften oder in Sekten, wo sie Respekt und Bewunderung einwerben können, ohne durch Arroganz anzuecken. Stärker als offene Narzissten neigen verdeckte Narzissten zur Manipulation, zum Einflößen von Verunsicherung und Schuldgefühlen, zu Täter-Opfer-Umkehr, zu Heimlichkeiten und zur Lüge. Opfer verdeckter Narzissten, d. h. Sexualpartner und Familienangehörige, die von einem verdeckten Narzissten emotional missbraucht werden, haben es besonders schwer zu artikulieren, was mit ihnen geschieht.

### Angepasster und unangepasster Narzissmus
Viele Narzissten sind in ihr soziales Umfeld gut integriert und können beruflich außerordentlich erfolgreich sein. Ihr Ehrgeiz gibt ihnen Antrieb zu Kreativität, innerem Wachstum und hohen Leistungen. Es gibt Hinweise darauf, dass ein gewisses Maß an Narzissmus vor Traurigkeit, Depression, Neurotizismus und Angst schützt und dem subjektiven Wohlbefinden entgegenkommt, wobei dies allerdings nur für den offenen Narzissmus gilt.
Andere Narzissten haben massive emotionale und soziale Probleme. Betroffen sind nicht nur verdeckte Narzissten, sondern auch offene Narzissten, die statt Fantasien von Allmacht und Unverwundbarkeit die Idee pflegen, einzigartig zu sein, und darum unverstanden zu sein glauben. Typische Probleme sind emotionale Instabilität, Hypersensibilität gegen Kritik, erdrückende Schamgefühle, Depressionen, Scheidung, Entfremdung von den Kindern, Jobverlust, Drogen- und Alkoholmissbrauch, gelegentlich auch Straffälligkeit (besonders Fälschung und Betrug, aber auch Gewalttätigkeit).

### Grandioser Narzissmus und Berechtigungsdenken
Im ICD-10 steht ein narzisstischer Typus im Vordergrund, der in der Fachliteratur als „grandios“ bezeichnet wird. Er ist großspurig und im Umgang mit anderen bestimmt und dominant. Vielen grandiosen Narzissten gelingt es, in Beruf oder Gesellschaft einflussreiche Positionen einzunehmen. Aufmerksamkeit und Bewunderung ist diesem Typ wichtiger als Zustimmung.
Neben grandiosen Narzissten gibt es Narzissten, deren Auftreten nicht so sehr selbstherrlich, als vielmehr maßlos fordernd ist. Die Betroffenen tragen an ihre Umgebung stark überzogene und unrealistische Erwartungen heran, etwa auf Behandlung nur durch wichtigste Personen (den ranghöchsten Kellner, den ranghöchsten Arzt usw.). Sie sind überzeugt, nur das Beste zu verdienen und an Regeln, die für alle anderen gelten, nicht gebunden zu sein. Sie dominieren ihre Umgebung nicht, sondern beuten sie aus. Für Menschen im persönlichen Umfeld kann dies, z. B. wenn ständige Aufmerksamkeit, Bedienung oder finanzielle Unterstützung erwartet wird, extrem belastend sein. Viele Narzissten dieses Typs stellen ihre Forderungen nicht offen, sondern indirekt, etwa indem sie ihre Verletzlichkeit in Szene setzen, Leiden, Krankheiten oder Probleme ausspielen oder erfinden, und anderen Menschen Schuld- und Schamgefühle einflößen. Viele Narzissten stellen ihre hohen Ansprüche nicht deshalb, weil sie ihre eigene Wichtigkeit hoch veranschlagen, sondern weil sie überzeugt sind, benachteiligt zu werden. Robert Ackerman (University of Texas) und Brent Donnellan (Texas A&M University) haben 2013 eine Skala (Psychological Entitlement Scala, PES) vorgelegt, mit der narzisstisches Berechtigungsdenken gemessen werden kann.

### Verletzlicher Narzissmus
Verbreitet ist die Annahme, dass hinter dem grandiosen Auftreten vieler Narzissten eine verborgene innere Unsicherheit liegt. Eine 2008 durchgeführte Metastudie hat diese „Maskenthese“ nicht bestätigt. Grandiose Narzissten investieren ihre Energie nicht in Freundschaften, Liebesbeziehungen und Familie, sondern vorzugsweise in solchen Lebensbereichen, in denen sie andere überflügeln können.
Viele Narzissten gehören nicht dem grandiosen, sondern einem verletzlichen Typ an. Sie leiden unter einem niedrigen Selbstwertgefühl und ausschweifenden selbstzweiflerischen Grübeleien. Auch nach außen hin erscheinen sie wenig selbstbewusst und sind gegenüber Rückmeldungen zu ihrem Verhalten überempfindlich. Wenn sie nicht bekommen, was sie meinen, beanspruchen zu dürfen, fühlen sie sich noch weiter entwertet. Weitaus stärker als grandiose Narzissten neigen verletzliche Narzissten zu Neid. Weil Erfolg ihnen überaus viel bedeutet, sind sie in hohem Maße auch für Gefühle von Scham empfänglich, die sie so stark internalisieren, dass ihre Selbstwirksamkeitserwartung beeinträchtigt werden kann. Die Scham schlägt, weil sie als Dauerzustand schwer auszuhalten ist, häufig in Aggression um, in der die Scham kurzzeitig vergessen und emotionaler Druck abgelassen wird, sodass verletzliche Narzissten oft in einem Teufelskreis aus Scham und Wut gefangen sind. Besonders aggressiv reagieren sie, wenn sie glauben, nicht zu bekommen, was sie verdienen.
Verletzliche Narzissten empfinden es als Schwäche und als beschämend, auf andere Menschen angewiesen zu sein, die ihre Wünsche und Bedürfnisse befriedigen, und kompensieren diese Scham durch Schuldzuweisungen an die anderen. Verletzliche Narzissten neigen nach Fehlverhalten weniger dazu auf Grund von empfundener Schuld entstandene Schäden oder Nachteile für andere wiedergutzumachen. Stattdessen treten bei ihnen häufiger Selbstabwertung und sozialer Rückzug auf durch empfundene Scham. Dagegen ist bei grandiosen Narzissten durch Scham ausgelöstes Verhalten nicht häufiger als durch Schuldgefühle ausgelöstes Verhalten.
Grandioser Narzissmus weist eine erhebliche Korrelation mit Extraversion auf, während verletzlicher Narzissmus stark mit Introversion korreliert. Die subklinische Persönlichkeitsforschung betrachtet daher den grandiosen und verletzlichen Narzissmus als unabhängige Merkmale. Hingegen deuten klinische Befunde darauf hin, dass Grandiosität von verletzlichen Aspekten begleitet wird, was auf eine gemeinsame Grundlage beider Formen hindeutet. Berücksichtigt man Intro-/Extraversion als maskierenden Faktor, zeigt sich, dass grandioser und verletzlicher Narzissmus einen gemeinsamen „Kern“ besitzen. Den Kern bildet eine geringe Verträglichkeit (Antagonismus).
Neben Introversion korreliert verletzlicher Narzissmus mit stark ausgeprägtem Neurotizismus, wohingegen grandioser Narzissmus mit gering ausgeprägtem Neurotizismus korreliert. Ob bei verletzlichem Narzissmus Introversion oder Neurotizismus einen stärkeren Einflussfaktor darstellt, ist in der Forschung umstritten. Eine Sichtweise ist hierbei, dass grandioser Narzissmus von Antagonismus und Extraversion geprägt ist, während verletzlichem Narzissmus Antagonismus und Neurotizismus zugrunde liegen.

### Narzissmus und Perfektionismus
Eine Metaanalyse hat das Verhältnis von Perfektionismus zu Narzissmus anhand von 30 Studien mit insgesamt über 9.000 Teilnehmern untersucht. Im Ergebnis zeigte sich, dass grandiose Narzissten von anderen Perfektion erwarten und sich selbst als perfekt darstellen. Verletzliche Narzissten versuchen dagegen Fehler oder Schwächen, die sie bei sich selbst annehmen, vor anderen zu verbergen.

## Verbreitung
Die Prävalenz der narzisstischen Persönlichkeitsstörung wurde in unterschiedlichen Studien mit sehr unterschiedlichen Ergebnissen bestimmt. Während viele Stichproben gar keine Person enthielten, die dem Symptombild entsprach, wurde in anderen eine Prävalenz von 0,4 % bzw. 5,7 % festgestellt, wobei bis heute allerdings noch keine Studien vorliegen, die von der aktuellen DSM-5-Definition ausgehen.
Wie ein Forscherteam an der University of Illinois 2010 aufgewiesen hat, sind die narzisstischen Tendenzen von Menschen über die Lebenszeit hinweg veränderlich. Pathologischer Narzissmus findet sich am ausgeprägtesten bei jungen Erwachsenen, d. h. in der späten zweiten und in der dritten Lebensdekade. In späteren Jahren, insbesondere nach der Gründung einer festen Partnerschaft bzw. einer Familie, lässt er meist nach; das Selbst verliert durch diese Veränderung der Lebensweise an Bedeutung, und die Aufmerksamkeit verlagert sich zu geliebten Menschen hin.
Menschen mit narzisstischer Persönlichkeit suchen keine tiefe zwischenmenschliche Nähe, es fehlt ihnen an zwischenmenschlichem Vertrauen, sodass Narzissten einen Therapeuten vielleicht in einer akuten Krise, etwa bei einer Depression, aufsuchen, sich ihm über das tiefer liegende Problem eventuell aber gar nicht offenbaren, sodass die Störung von Statistiken möglicherweise systematisch unzureichend erfasst wird.

## Ursachen

### Vermutungen
Über die Ursachen der narzisstischen Persönlichkeitsstörung wird bereits seit dem frühen 20. Jahrhundert nachgedacht. Weil Personen mit narzisstischer Persönlichkeitsstörung selten Behandlung suchen, sodass Psychiater und Psychologen wenig Gelegenheit haben, Narzissten über längere Zeit hinweg therapeutisch zu betreuen und dabei nah kennenzulernen, neigen die Ursachenbeschreibungen zu Theorielastigkeit und zum Spekulativen.
Die grundlegende Annahme, die viele Erklärungsansätze gemeinsam haben, besteht darin, dass die Ursachen in der Elternhauserziehung zu suchen sind und dass das Kind von den Eltern daran gehindert wird, aus der Phase des ursprünglichen kindlichen Narzissmus herauszuwachsen, sodass es in diesem Zustand dauerhaft verharrt und ihn zur Verteidigung des Selbst benutzt, in Ermangelung alternativer Mittel, die Kindern normalerweise nach und nach zuwachsen.
Was die Eltern im Einzelnen jedoch tun, und mit welcher Wirkung, wird von verschiedenen Autoren und Schulen ganz unterschiedlich gefasst. Heinz Kohut vermutete, dass Eltern von Narzissten es versäumen, dem Kind ein gesundes Maß an Frustration („optimal frustrations“) zuzumuten, die ihm hilft, aus der kindlichen Grandiosität nach und nach zu einem realistischen Selbstbild zu finden. Otto Kernberg dagegen stufte die Eltern als kalt, streng oder sogar feindselig ein und erklärte den übermäßigen Narzissmus des Kindes als Verteidigungsreaktion. Die lieblosen Eltern werden nicht idealisiert, sodass das Kind sich nicht mit ihnen identifiziert; damit versäumt es die Gelegenheit zu reifen und zu erstarken und über die ursprüngliche naive Grandiosität hinauszuwachsen; das narzisstische Kind bleibt auf sich allein gestellt. Andererseits sind narzisstische Kinder häufig solche, an die die Eltern besonders hohe Hoffnungen und Erwartungen richten. Arnold Rothstein vermutete 1979, dass Eltern narzisstischer Kinder ihr Kind übermäßig dazu benutzten, ihre eigenen ehrgeizigen Bestrebungen zu befriedigen. Einen ganz anderen Erklärungsansatz hat 1981 Theodore Millon vorgeschlagen, der vermutete, dass Narzissten von ihren Eltern daran gewöhnt worden seien, von anderen Menschen Ergebenheit erwarten zu dürfen. Hinsichtlich der Frage, ob elterliche Wärme und Überwachung die Entstehung narzisstischer Persönlichkeitsstörungen begünstigen oder im Gegenteil verhindern, sind diese Autoren sich uneinig.
Es wird vermutet, dass neben erzieherischen auch genetische und psychobiologische Faktoren eine Rolle spielen. Weiterhin müssen makrokulturelle (gesellschaftlich sanktionierte Glaubenssysteme, Medien) und mikrokulturelle Faktoren (Peergroup-Einflüsse) in Betracht gezogen werden.

### Forschung
Die empirische Erforschung befasst sich mit den Ursachen der narzisstischen Persönlichkeitsstörung erst seit dem frühen 21. Jahrhundert und hat dabei neben den Social Media vor allem die Elternhauserziehung im Blick.
Die Ursachenforschung muss sich im Falle der narzisstischen Persönlichkeitsstörung mit einigen besonderen Problemen auseinandersetzen, wie z. B. dem, dass narzisstisch gestörte Personen das Verhalten ihrer Eltern möglicherweise systematisch anders wahrnehmen, deuten und erinnern als klinisch unauffällige Personen. Gelegentlich ist bemängelt worden, dass in einschlägigen Studien für das Assessment der Elternhauserziehung ausschließlich die Darstellungen des Kindes herangezogen worden sind, während die Eltern nicht angehört wurden.
Ein kanadisches Forscherteam wies 2008 nach, dass narzisstische Charakterzüge Familien oftmals wie eine Erbschaft durchlaufen. Umfassende, methodisch einwandfreie Studien zu den Ursachen der narzisstischen Persönlichkeitsstörung stehen noch aus. Erste Daten weisen allerdings darauf hin, dass grandioser Narzissmus häufig mit elterlicher Verwöhnung zusammenfällt, und verletzlicher Narzissmus mit emotional kontrollierenden oder manipulierenden Eltern.

## Therapie
Obwohl über die Ursachen der narzisstischen Persönlichkeitsstörung wenig Einigkeit besteht, wird als wichtigstes Therapieziel die Förderung der Fähigkeit des Patienten genannt, sein Selbstwertgefühl autonom zu regulieren und ein Selbstkonzept zu entwickeln, das für narzisstische Kränkungen weniger anfällig ist. Erreicht werden soll dies durch ein behutsames, Schritt für Schritt erfolgendes Aufweisen der realen Beschränkungen des Patienten, der gleichzeitig aber empathisch aufgefangen wird, um die desillusionierenden Erfahrungen akzeptieren und in sein Selbstkonzept einarbeiten zu können. Hilfreicher als ein konfrontatives Infragestellen des Bedürfnisses des Patienten nach Selbstüberhöhung ist es, die narzisstischen Charakterzüge umzudeuten und in den Dienst des Aufbaus eines intakten Selbstbildes zu stellen. Die Erfolge, die in der Therapie erzielt werden, sind in der Regel allerdings bescheiden.
Als geeignete Behandlungsform wird die Gesprächstherapie eingeschätzt. Eine Herausforderung für viele Therapeuten ist die Neigung narzisstischer Patienten, die Autorität des Therapeuten entweder in Frage zu stellen oder ihn im Gegenteil extrem zu überschätzen. Eine Alternative ist Gruppentherapie; die Gruppe gibt dem Narzissten ehrliche Rückmeldung zu seinem Verhalten, fängt ihn jedoch auch auf und hilft ihm auf diese Weise, ein realistischeres Selbstbild zu entwickeln. Auch tritt der Therapeut in den Hintergrund und wird weniger stark als Bedrohung der Grandiosität des Patienten gesehen.
Die klärungsorientierte Psychotherapie nach Rainer Sachse hat spezifische therapeutische Ansätze sowie störungs- und therapietheoretische Konzepte zur Behandlung von schwertherapierbaren Persönlichkeitsstörungen entwickelt. Von grundlegender Bedeutung für die Therapie ist, dass der Therapeut zunächst die zentralen (Beziehungs-/ Interaktions-) Motive und die stärksten Schemata des Klienten wahrnimmt und darauf richtig reagiert, um eine vertrauensvolle und produktive therapeutische Beziehung zu etablieren. Sodann kann der Therapeut dem Klienten seine vorher unbewussten und unkontrollierbaren Schemata transparent und die Nachteile („Kosten“) seiner starren dysfunktionalen Handlungsmuster bewusst machen (Explizierungsprozess, Erzeugung einer Änderungsmotivation). Dadurch lassen sich diese Muster therapeutisch mit dem Klienten bearbeiten und verändern sowie sinnvollere Handlungsalternativen entwickeln und stabilisieren.
Psychotherapeutische Behandlung wird von Menschen mit narzisstischer Persönlichkeitsstörung beispielsweise gesucht, wenn sie physisch schwer erkranken, was ihre Illusion, unangreifbar zu sein, manchmal zu zerschmettern vermag und das Gefühl eines Zusammenbruchs der gesamten Person erzeugen kann. Generell suchen sie Hilfe eher in akuten Krisen als aufgrund der Persönlichkeitsstörung; bei der Behandlung steht darum meist nicht die letztere, sondern die jeweilige Krise im Vordergrund. Im Anschluss an die Bewältigung der Krise setzen manche Narzissten die Therapie fort, um mit weniger kurzfristigen Problemen wie Depressionen oder zwischenmenschlichen Schwierigkeiten besser fertigwerden zu können.

## Medien
- Der britische Fernsehsender Channel 4 strahlte 2007 erstmals den von Mark Soldinger inszenierten Dokumentarfilm Egomania aus, der das Thema anhand der Beispiele des Sektenführers David Berg, des wegen Totschlags an seinen Eltern verurteilten Brian Blackwell und des Fachbuchautors und selbst Betroffenen Sam Vaknin behandelt.
- Cécile Loetz, Jakob Müller: Maligner Narzißmus. Eine Quelle von Haß und Gewalt. In: Rätsel des Unbewußten. Podcast zur Psychoanalyse und Psychotherapie (Folge 38).